# HD 131399 Ab
HD 131399 Ab كوكب خارج المجموعة الشمسية غازي عملاق. يبعُد عن الأرض مسافة 340 سنة ضوئية، ويقع في كوكبة قنطورس، يدور حول النجم HD 131399 A و جزء من نظام نجمي ثلاثي معقد يسمى HD 131399. اثنين من النجوم في هذا النظام تمثل نظام ثنائي، في حين أن الكوكب HD 131399Ab، يدور حول النجم الثالث، وهو النجم الأكثر لمعانا في الفلك المعروف في النظم المتعددة للنجوم.

## خصائص
هذا الكوكب ضخم تبلغ كتلته حوالي أربعة أضعاف كتلة كوكب المشترى، وتصل درجة حرارته إلى 580 درجة مئوية 850 كلفن ،مما يجعله أحد أبرد والأقل ضخامة في الكواكب الخارجية التي تم تصويرها مباشرة, يقدر عمره بحوالي 16 مليون سنة فقط، وبذلك فهو واحد من أصغر الكواكب الخارجية عمرا المكتشفة حتى الآن.
و يدور حول النجم المركزي A، في مدار يبلغ ضعفي مدار كوكب بلوتو حول الشمس. و يبدو النظام وكأنه متمركز حول نجم كثافته أكبر من كثافة الشمس بحوالي 80%. يدور حول النظام النجوم الباقية النجمين B و C، وتم تقدير المسافة بينهما بـ300 وحدة فلكية يدور B و C حول بعضهما البعض بشكل مغزلي، بمسافة فاصلة بينهما تساوي المسافة بين شمسنا وكوكب زحل.

## الاكتشاف
HD 131399 Ab أحد الكواكب الخارجية القليلة التي تم تصويرها مباشرة، واكتشف في 7 يوليو 2016 باستخدام تصوير SPHERE للمقراب الكبير في المرصد الأوروبي الجنوبي في تشيلي كجزء من مشروع نيكزس لاكتشاف الكواكب الخارجية للمجموعة الشمسية. هذا الاكتشاف تم نشره في مجلة ساينس العلمية.

## معرض الصور
- {{{1}}}
- {{{1}}}

## اقرأ أيضا
- بروكسيما بي